# Bosc de Bernils

El Bosc de Bernils, respecte del terme de Castellcir

El Bosc de Bernils és un bosc a cavall dels termes municipals de Castellcir i de Sant Quirze Safaja, de la comarca del Moianès.
Està situat en el sector nord del terme de Sant Quirze Safaja, a llevant de Serracarbassa i Serratacó, a l'esquerra del torrent de l'Espluga. És al nord-oest de la Collada, al sud dels Camps de Bernils, al sud-oest del Collet del Marçó i al nord-est de l'extrem nord-est del Serrat de la Codina. Penetra en el terme de Castellcir a la vall del torrent del Bosc, al sud-est de la masia de les Solanes. Ocupa una raconada entre l'extrem nord-est de la Serra de Bernils, el sud-oest de la Serra de Bernils de Sant Martí de Centelles i l'occidental de la Carena de Bassapedrells.
Pertany a la masia de Barnils. És un bosc de roures i alzines, llevat dels extrems, on hi ha també pins i garrics.